# Zlámanec
Zlámanec település Csehországban, a Uherské Hradiště-i járásban. Zlámanec Svárov, Březolupy, Doubravy, Kelníky és Bohuslavice u Zlína településekkel határos. Lakosainak száma 339 fő (2024. január 1.).

## Népesség
A település lakosságának változását az alábbi diagram mutatja:
| Lakosok száma | 310  | 360  | 412  | 420  | 335  | 307  | 313  | 322  | 327  | 339  |
|               | 1869 | 1890 | 1921 | 1950 | 1980 | 2001 | 2017 | 2019 | 2022 | 2024 |